# William Pitt Kellogg
William Pitt Kellogg, född 8 december 1831 i Orwell, Vermont, död 10 augusti 1918 i Washington, D.C., var en amerikansk republikansk politiker och jurist. Han representerade delstaten Louisiana i båda kamrarna av USA:s kongress, först i senaten 1868-1872 samt 1877-1883 och sedan i representanthuset 1883-1885. Han var guvernör i Louisiana 1873-1877.
Kellogg arbetade som lärare och studerade juridik. Han inledde 1855 sin karriär som advokat i Illinois. Han var elektor för Abraham Lincoln i presidentvalet i USA 1860. Lincoln utnämnde 1861 Kellogg till chefsdomare i Nebraskaterritoriets högsta domstol. Han avgick efter en kort tid som chefsdomare för att delta i amerikanska inbördeskriget som kavalleriofficer.
Kellogg flyttade 1865 till Louisiana. Han tillträdde 1868 som senator i samband med att Louisiana åter fick representation i kongressen efter inbördeskriget. Han avgick 1872 efter att ha vunnit guvernörsvalet. Han efterträdde 1873 P.B.S. Pinchback som guvernör.
Kellogg efterträdde 1877 Joseph R. West som senator. Han kandiderade 1882 till representanthuset och vann valet. Han efterträddes 1883 som senator av Randall L. Gibson och 1885 som kongressledamot av Edward James Gay.
Kelloggs grav finns på Arlingtonkyrkogården.